# Qu You
Qu You (Chinees: 瞿佑, Pinyin: Qú Yòu, omgangsnaam Zōngjí 宗吉, ook bekend als  Cúnzhāi 存齋; 1341 in Qiantang (錢塘; nu: Hangzhou);  tussen 1427 en 1433) was schrijver tijdens de Ming dynastie. 

## Leven en werken
Qu You werkte op verschillende plaatsen als leraar. Tijdens het regentschap van keizer Yongle, van 1402 tot 1424, viel hij in ongenade en werd voor tien jaren verbannen. Na zijn terugkeer werkte hij als privéleraar bij een invloedrijke adellijke. Hij stierf tussen 1427 en 1433. 
Zijn hoofdwerk is de in 1378 verschenen verhalenbundel "Nieuwe verhalen bij het snuiten van de lamp" (剪燈新話, Jiandeng xinhua) met 21 verhalen. Zij zijn doorgaans van een onderhoudend karakter en bevatten vaak erotische elementen. Tegelijkertijd zijn zij moraliserend. Zo wordt bijvoorbeeld in Het Geestenland de protagonist Yuan Yishi, terwijl hij alleen maar al te gerechtvaardigde wraakplannen probeert uit te voeren, in de ogen van de dit ziende Taoïst door van onheil bezeten duivels en geesten begeleid – en door gelukbrengende genieën, zodra hij de wraak heeft afgezworen. Vaak bevatten de verhalen bovennatuurlijke elementen, zoals bijvoorbeeld in de pioenlantaarn, waar de jonge Qiao zich met een uit haar graf ontstegen teruggekeerde inlaat. Vaak hebben ze ook poëtische elementen, zoals het gedichtrijke Paviljoen van de dubbele geur. Of een ander werk over gedichten: Gesprekken over gedichten na pensionering  (Guitian shihua).  
Daarnaast heeft Qu You een Handboek over het dominospel in de Xuanhe-Periode 1119-1125 (Xuanhe paipu) geschreven.

## Werking
De verhalenbundel Jiandeng Xinhua was een succes en werd veel nagedaan. Een belangrijke epigoon was Li Chanqi (1376-1452) met zijn verhalenbundel "Verdere verhalen bij het snuiten van de lamp (剪燈餘話, Jiandeng Yuhua) met in totaal 22 verhalen die in 1419 of 1420 zijn verschenen. Origineel en imitatie werden in het Japans en Koreaans vertaald. Daar beïnvloedden ze naderhand weer andere teksten. In Vietnam werd het werk van Qu You in de 16e eeuw populair door een bewerking van Nguyên Dir. Ook de werken van de late Ming-dichters  Feng Menglong en Ling Mengchu zijn zonder het eerdere werk van Qu You niet goed denkbaar. 
- Bibliothèque nationale de France: cb12085806k (data)
- CiNii: DA01068928
- Gemeinsame Normdatei: 1047721015
- International Standard Name Identifier: 0000 0000 7969 5204
- Library of Congress Control Number: n86103653
- Bibliotheek van het Japanse parlement: 00511208
- Nederlandse Thesaurus van Auteursnamen: 147570506
- Système universitaire de documentation: 029177111
- Trove: 1360846
- Virtual International Authority File: 2497144
- WorldCat: E39PBJmDgrXxCKxv8xYkd7kRrq